# Івлін Кавамото
Івлін Кавамото (англ. Evelyn Kawamoto, 17 вересня 1933 — 22 січня 2017) — американська плавчиня.
Призерка Олімпійських Ігор 1952 року.